# Spider's Web
Pour plus de détails, voir Fiche technique et Distribution.
Spider's Web est un téléfilm britannique réalisé par Basil Coleman, diffusé le 26 décembre 1982 sur la BBC au Royaume-Uni. Il est adapté de la pièce de théâtre La Toile d'araignée d'Agatha Christie.

## Fiche technique
- Titre original : Spider's Web
- Réalisation : Basil Coleman
- Scénario : d'après la pièce de théâtre La Toile d'araignée d'Agatha Christie
- Costumes: Betty Aldiss
- Montage : Howard Billingham
- Musique : Norman Kay
- Production : Cedric Messina
- Société de production : British Broadcasting Corporation (BBC)
- Société de distribution : British Broadcasting Corporation (BBC)
- Pays d’origine : Royaume-Uni
- Langue originale : anglais
- Format : couleur - 1,33:1 - Mono
- Genre : Téléfilm policier
- Durée : 105 minutes
- Dates de sortie :
  -  Royaume-Uni : 26 décembre 1982

## Distribution
- Penelope Keith (en) : Clarissa Hailsham-Brown
- Robert Flemyng : Sir Rowland Delahaye
- Thorley Walters (en) : Hugo Birch
- Elizabeth Spriggs : Mildred Peake
- David Yelland : Jeremy Warrender
- John Barcroft : Inspecteur Lord
- Holly Aird : Pippa Hailsham-Brown
- Jonathan Newth : Henry Hailsham-Brown
- Brian Protheroe : Oliver Costello
- David Crosse : Elgin
- Mark Draper : Agent de police Jones
- Lee Fox : Docteur